# Pyrolirion flavum
Pyrolirion flavum es una especie  de plantas herbáceas, perennes y bulbosas perteneciente a la familia Amaryllidaceae. Es originario del Perú. 

## Propiedades
Los bulbos de  Pyrolirion flavum contienen un inhibidor de la acetilcolinesterasa, llamado ungeremina que puede ser adecuado como tratamiento para la enfermedad de Alzheimer. Ungeremina también se ha aislado de Nerine bowdenii, Ungernia spiralis, Hippeastrum solandriflorum, Ungernia minor, Crinum augustum, Crinum asiaticum y Pancratium maritimum.

## Taxonomía
Pyrolirion flavum fue descrita por William Herbert y publicado en Botanical Register; consisting of coloured . . . 1821(App.): 37. 1821.
Sinonimia
- Amaryllis flava (Herb.) Pav. ex Schult. & Schult.
- Zephyranthes beustii Schinz
- Zephyranthes flava (Herb.) G.Nicholson
- Zephyranthes flava (Herb.) Baker[3][4]